# Пекка Васала
Пекка Антеро Васала (фін. Pekka Antero Vasala; нар. 17 квітня 1948) — фінський легкоатлет, який спеціалізувався в бігу на середні дистанції.

## Із життєпису
Олімпійський чемпіон-1972 з бігу на 1500 метрів.
Ексрекордсмен Європи з бігу на 800 метрів.
Працював програмістом.
Зять Мартті Матілайнена, фінського бігуна, який посів четверте місце у стипль-чезі на Олімпіаді-1932.

## Основні міжнародні виступи
| Рік  | Змагання                      | Місто     | Місце | Дисципліна | Примітки         |
| ---- | ----------------------------- | --------- | ----- | ---------- | ---------------- |
| 1968 | Олімпійські ігри              | Мехіко    | 4заб9 | 1500 м     |                  |
| 1969 | Чемпіонат Європи              | Афіни     | 9     | 1500 м     |                  |
| 1971 | Чемпіонат Європи в приміщенні | Софія     | 2заб5 | 1500 м     |                  |
| 1971 | Чемпіонат Європи              | Гельсінкі | 9     | 1500 м     |                  |
| 1972 | Олімпійські ігри              | Мюнхен    | 1     | 1500 м     | Відео на YouTube |
| 1974 | Чемпіонат Європи              | Рим       | 6     | 1500 м     |                  |